# 威拍哇麗蘭室路

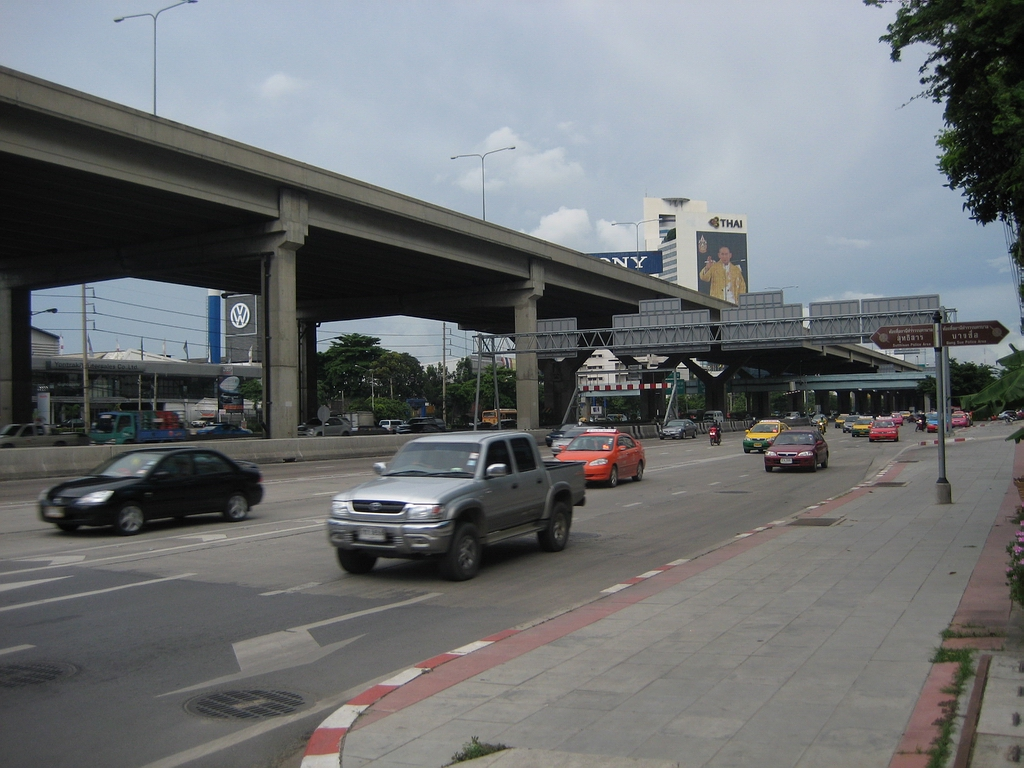
威拍哇麗蘭室路

威拍哇麗蘭室路又名「第三十一公路」，為一條泰國的公路。它起始於泰國的首都曼谷之披耶泰縣，經過乍都節縣、律實縣及廊曼縣，合併拍鳳裕庭路（泰國一號公路），再到巴吞他尼府。 
威拍哇麗蘭室路是一條通過曼谷的高速公路，全線不設有交通燈。它是一條被分割的公路，每一處都被進一步分割出為主要的馬路或小橫街。主要的馬路有，威拍哇麗蘭室路與粦鈴路（Din Daeng Road）的交界處（即該路的起點）、素鐵訕路（Sutthisan Road）、叻拋路（Lat Phrao Road）、拍鳳裕庭路（Phahonyothin Road）、岸望萬路（Ngamwongwan Road 三百零二號公路）及程華大那路（Chaengwatthana 三百零四號公路）。

## 路名來源
它以暹羅君主拉瑪六世的女兒：威拍哇麗蘭室（Vibhavadi Rangsit，1920年至1977年）公主而命名，她是著名的小說家，在她生命的最後十年獻身於發展泰國南部的農村，她在試圖營救受傷邊境巡邏警察時，被泰國的共產黨之武裝分子襲擊死亡。因此把「泰國第三十一號公路」改名來紀念她。 
介乎程華大那路（Chaeng Watthana Road）及舊曼谷國際機場的一段路，從前的舊名為Si Rap Suk Road，它是連接「律實紀念碑」至機場。 